# المحلة (المغربة)

تعديل مصدري - تعديل

المحلة هي إحدى قرى عزلة نيسا بمديرية المغربة التابعة لمحافظة حجة، بلغ تعداد سكانها 377 نسمة حسب تعداد اليمن لعام 2004م.